# This town (Neil Young)
This town is een lied dat werd geschreven door Neil Young. Samen met Crazy Horse bracht hij het in 1996 uit op hun album Broken arrow. Ook verscheen een videoclip van het nummer en een single om zijn werk van dat moment te promoten.

## Tekst en muziek
Het is een klassiek rocknummer met tweemaal een korte solo op een elektrische gitaar. Het nummer wordt fluisterend gezongen met achtergrondzang van Crazy Horse.
De tekst is beperkt en bestaat uit vier volledige zinnen die in de tweede helft van het lied herhaald worden. De videoclip speelt zich af in een stoffig Amerikaans gehucht. De clip draait om de volgende passage: "I'm not asleep when I'm lyin' down. I'm asleep when I' walkin' around." In de clip figureren Young en Crazy Horse als luie slaperige lieden.